# Hoshi Tōru
En aquest nom japonès, el cognom és Hoshi.
Hoshi Tōru (星 亨, 19 de maig de 1850–21 de juny de 1901) va ser un polític i ministre japonès durant el període Meiji.

## Biografia
Hoshi va néixer a Edo, en el que avui dia és part de Tsukiji, a la ciutat de Tòquio. Poc se sap del seu pare biològic, a part del fet que era guixer. La seva mare es va casar en segones núpcies amb un metge d'Uraga i va adoptar el cognom Hoshi. Amb la intenció inicial de fer carrera de medicina, va aprendre anglès a Yokohama i es va convertir en professor d'anglès. Després de la Restauració Meiji, va estar protegit per Mutsu Munemitsu i va entrar al servei del nou govern Meiji, exercint de cap de l'Oficina de Duanes de Yokohama. En un moment donat, va precipitar un incident diplomàtic menor per un desacord amb el ministre britànic Harry Smith Parkes sobre quin kanji era millor utilitzar per traduir el títol de «reina», com el de la reina Victòria, i es va negar a acceptar la posició de Parkes i va renunciar al seu càrrec. Després va viatjar a Anglaterra, on va estudiar a Middle Temple, i el 1877 es va convertir en el primer japonès que va assolir el títol d'advocat al Regne Unit.
Quan van tornar al Japó, Hoshi va entrar a treballar al Ministeri de Justícia i va ser crític amb el hanbatsu, o política basada en els clans, que va percebre com una posició feble del govern japonès sobre la revisió dels tractats desiguals amb el potències occidentals. Fou expulsat breument de Tòquio segons la Llei de preservació de la pau, se li va prohibir fer cap mena de publicació el 1887 i va ser empresonat el 1888. Hoshi va deixar el Japó i va marxar als Estats Units i al Canadà el 1888 poc després de ser alliberat, on va romandre un any. Després va anar a Anglaterra i Alemanya, per tornar finalment al Japó el 1890. El 1892 va ser elegit a la Cambra de Representants del Japó a les eleccions generals de 1892 amb el Partit Liberal i es va convertir en president de la Cambra el maig de 1892. No obstant això, va ser destituït del càrrec el desembre de 1893 després d'una moció de censura. Versat en qüestions legals relatives als Estats Units des de la seva etapa com a ambaixador resident a Washington DC entre 1896 i 1898, Hoshi havia de ser nomenat ministre d’Exteriors durant el govern d'Okuma Shigenobu; no obstant això, a causa de problemes polítics interns dins del Kenseikai, el nomenament no es va arribar a produir. En lloc d'això, Hoshi va ser nomenat ministre de Comunicacions al quart govern d'Itō Hirobumi, l'octubre de 1900. També va deixar el Keiseikai per unir-se a Rikken Seiyūkai, fundat aquell any per Itō. El mateix mes el Mainichi Shimbun el va acusar de participar en un escàndol de corrupció a l'Assemblea de la ciutat de Tòquio. Tot i que va defensar la seva innocència, es va veure obligat a dimitir tres mesos després a causa d’una campanya implacable contra el seu nom del diari. Al març va ser declarat innocent per falta de proves, però a meitat del procés va ser assassinat per un home de mitjana edat amb una espasa curta.